# Tamopsis brisbanensis
Tamopsis brisbanensis är en spindelart som beskrevs av Baehr 1987. Tamopsis brisbanensis ingår i släktet Tamopsis och familjen Hersiliidae. Inga underarter finns listade i Catalogue of Life.